# Гимназија Мостар
Гимназија Мостар (латиница Gimnazija Mostar) је гимназија у Мостару, Босна и Херцеговина. Раније названа Гимназија „Алекса Шантић” (Gimnazija "Aleksa Šantić") у част истоименог пјесника, данас се у народу назива Стара гимназија (Stara gimnazija).

## Историјат

### Културна и историјска позадина оснивања Гимназије Мостар
Прва гимназија у Босни и Херцеговини основана је 1879. године у Сарајеву, главном граду тада Аустроугарског кондоминијума Босне и Херцеговине. Мостар, највећи град херцеговачке регије на југу тог кондоминијума, до тада је био развијени образовни центар, други након главног града. Имао је трговачку школу, 18 основних школа (двије световне школе, једну православну, једну католичку женску школу, 4 муслиманске мушке школе и 10 муслиманских женских школа), приватну њемачку школу и дјечји вртић. Ниједна школа, међутим, није припремала ученике за високо образовање, приморавајући родитеље да своју малољетну дјецу шаљу у Сарајево.
У фебруару 1893. године локални огранак Српске православне цркве обратио се Народној влади Босне и Херцеговине. Влада је била забринута да ће студентско тијело бити премало, очекујући да муслимани (најбројнија вјерска група у Мостару) неће бити заинтересовани. Православни духовници су тако истакли да њихову жељу динеле и католици. Народна влада би дозволила само нижу гимназију, али је надређено министарство финансија Аустроугарске наредило да нова школа буде пуна гимназија и да се отвори у року од 1893. године. Наставничка и директорска мјеста су оглашавана широм цијеле Аустроугарске.

### Оснивање и изградња Гимназије Мостар
Школа је свечано отворена 26. октобра 1893. године и, упркос забринутости Државне владе, одмах је уписала припаднике свих босанскохерцеговачких вјерских група: православне, католике, муслимане и јевреје. Први наставни кадар формирала су три учитеља, међу којима словеначки филолог Мартин Беђанич (1855–1931), чији су предмети били бошњачки и латински језик, и који је био и први директор, и биолог Антун Пихлер (1862–1922), који је предавао природне науке. Исте године су им се придружили католички и православни вјероучитељ, сљедеће године њихови муслимански колеге, и коначно јеврејски вјероучитељ. До функционисања садашње зграде 1898. године, настава се одвијала у изнајмљеној кући градског одборника Хусаге Комадине (брата будућег градоначелника Мујаге Комадине). Поред инструкција из ислама, српског православља, римокатолицизма или јудаизма, матерњег језика, обавезни предмети су били њемачки, латински, грчки (или, алтернативно, класични арапски за муслиманске студенте), географија и историја, математика, природне науке, филозофска пропедевтика, цртање слободном руком, писање и гимнастика. Пјевање, француски, италијански, стенографија и гусле били су изборни предмети.
Министар финансија Бенјамин Калај преузео је на себе да Гимназији Мостар обезбједи одговарајућу зграду. Први пројекат је понудио чешки архитекта Макс Давид 1897. године, али га је Калај одбио и дао пројекат другом чешком архитекти, Франтишеку Блажеку. Прва половина гимназије је завршена 1898. године, а друга 1902. године. Уз елементе андалузијских и мамелучких елемената као примера архитектуре маварског препорода, зграда је резултат аустроугарске жеље да промовише босански национални идентитет, а да притом избегава повезаност са било којим другим идентитетом, као што је Османско царство или растући пансловенски покрет стварањем „исламске архитектуре европске фантазије“. Гимназија Мостар је стога од историјске вриједности и сматра се националним спомеником.

### Гимназија у Мостару током 20. вијека
Школа је припадала најпознатијим и академски најпрестижнијим образовним институцијама у Југославији, и вјероватно је била најуочљивија школа у Босни и Херцеговини. Бројала је 2.000 студената, укључујући Бошњаке, босанске Хрвате и босанске Србе.
Гимназија је знатно оштећена због гранатирања током рата у Босни и Херцеговини, посебно током Хрватско–бошњачког рата, јер се налазила на првој линији фронта. Послије рата, настава за ученике босанских Хрвата одржана је на једном спрату порушене зграде, а бошњачки студенти су се вратили 2004. године. Реновирање гимназије почело је исте године, а завршено је 2009. године.

### Гимназија у Мостару током 21. вијека
Гимназија Мостар тренутно ради под два одвојена средњошколска наставна програмска рада и у двије потпуно међусобно интелигентне језичке сорте, босанској и хрватској, са спортом и неколико часова заједно. Иако је првобитно требало да у потпуности интегрише предмете или бар оне научне (биологију, хемију, информативну технологију, математику и физику), идеји уједињења жестоко су се успротивили локални политичари, посебно хрватски званичници који су сматрали да је њихов национални идентитет угрожен. Ипак, интеграција је у одређеној мери остварена у ономе што је названо "ријетким друштвеним експериментом". Сами студенти су углавном поздравили десегрегацију.
Зграда Гимназије у Мостару је смјештена у самом центру града, поред некадашње линије фронта која је подијелила град у двије сфере од рата, то је једна од првих школа у послератној Босни и Херцеговини у којој је спроведена интеграција ученика из различитих етничких група и једине такве школе у Мостару.
Од 2013. године школу похађа око 360 Бошњака и око 290 Хрвата. Постоје двије шесточасовне сесије дневно, прва сесија резервисана за студенте треће и четврте године, а друга сесија за млађе ученике. Студенти из обје групе се друже током паузе, са знатним интеркомуникалним флертовања. Националистички политичари и даље промовишу идеју сегрегације, а министарка образовања Грета Куна изјавила је да "јабуке и брескве не би требало мијешати".

## United World College (Уједињених свјетских колеџа) у Мостару
Краљица Нур од Јордана, предсједница Уједињених свјетских колеџа, отворила је 2006. године огранак у Мостару, која је смијештена на трећем спрату Гимназије у Мостару.

## Заменити ученици Гимназије у Мостару
- Јевто Дедијер, (Чепелица, 15. август 1880. — Сарајево, 24. децембар 1918.) био је доцент географије на Београдском универзитету.[16]
- Осман Ђикић (Мостар, 7. јануар 1879 — Мостар, 30. март 1912) био је српски[17] пјесник и национални радник, аутор драма, публициста и политичар из Босне и Херцеговине.[18][18][19]
- Берта Бергман (Блажуј, Сарајево 1892 − 1945, Jасеновац)[20] је била љекар и прва жена-матурант на територијама Босне и Херцеговине.
- Марија Кон (филолог) (Хаџићи, 15. јануар 1894 – Сарајево, 9. август 1987) је прва жена са простора Босне и Херцеговине која је стекла докторат.
- Ристо Радуловић "Ринда" (21. септембар 1880. – 15. март 1915[21])[22][23] био је новинар и политичар који је промовисао енглеску политичку мисао и социологију у Босни и Херцеговини под контролом Аустрије и Мађарске.[24]
- Цвитан Спужевић (око 1885 – ?) је био југословенски правник, политичар и хуманитарац.
- Владимир Ћоровић (Мостар, 27. октобар 1885 — Еласона, 16. април 1941) био је српски историчар, универзитетски професор и академик.[25]
- Димитрије Митриновић (Доњи Поплат, 21. октобар 1887 — Ричмонд, код Лондона, 28. август 1953) био је српски авангардни критичар, теоретичар, филозоф, есејиста, пјесник и преводилац.[26]
- Предраг Матвејевић (Мостар, 7. октобра 1932 — Загреб, 2. фебруара 2017)[27] био је босанскохерцеговачки и хрватски писац, публицист, хрватски и италијански држављанин, члан Академије наука и умјетности БиХ од 2002. године. Матвејевић припада међу најпревођеније хрватске књижевнике у свијету.[28]
- Авдо Хумо (Мостар, 1. фебруар 1914 — Опатија, 23. јануар 1983) је био друштвено-политички радник СФР Југославије и СР Босне и Херцеговине и народни херој Југославије, кратко похађао Гимназију у Мостару